# National Electrical Manufacturers Association
National Electrical Manufacturers Association eller NEMA är en förening för företag inom elektroindustrin i USA. Föreningen grundades 1926 då Associated Manufacturers of Electrical Supplies och Electric Power Club gick samman. Huvudkontoret ligger i Rosslyn, Virginia. 